# トラモンティ・ディ・ソット
トラモンティ・ディ・ソット（伊: Tramonti di Sotto）は、イタリア共和国フリウリ＝ヴェネツィア・ジュリア州ポルデノーネ県にある、人口約300人の基礎自治体（コムーネ）。

## 地理

### 位置・広がり

#### 隣接コムーネ
隣接するコムーネは以下の通り。括弧内のUDはウーディネ県所属を示す。
- カステルノーヴォ・デル・フリーウリ
- クラウツェット
- フリザンコ
- メドゥーノ
- プレオーネ (UD)
- ソッキエーヴェ (UD)
- トラモンティ・ディ・ソプラ
- トラヴェージオ
- ヴェルゼーニス (UD)
- ヴィート・ダージオ

### 気候分類・地震分類
トラモンティ・ディ・ソットにおけるイタリアの気候分類 (it) および度日は、zona F, 3053 GGである。
また、イタリアの地震リスク階級 (it) では、zona 2 (sismicità media) に分類される。

## 行政

### 分離集落
トラモンティ・ディ・ソットには、以下の分離集落（フラツィオーネ）がある。
- Tramonti di Mezzo, Campone, Beloz, Cleva, Faidona, Muinta, Sclaf, Sghittosa, Sialin, Tamarat, Tridis, Valent, Zanon, Palcoda, San Vincenzo